# Aristolochia mollissima
Aristolochia mollissima Hance – gatunek rośliny z rodziny kokornakowatych (Aristolochiaceae Juss.). Występuje endemicznie w Chinach, w prowincjach Kuejczou, Henan, Hubei, Hunan, Jiangsu, Jiangxi, Shaanxi, Szantung, Shanxi, Zhejiang oraz południowej części Anhui.

## Morfologia
PokrójKrzew o pnąca i owłosionych pędach.
LiścieMają sercowaty lub owalnie sercowaty kształt. Mają 3,5–10 cm długości oraz 2,5–8 cm szerokości. Nasada liścia ma sercowaty kształt. Z tępym lub ostrym wierzchołkiem. Są owłosione od spodu i mają białawą lub szarawą barwę. Ogonek liściowy jest owłosiony i ma długość 2–5 cm.
KwiatyZygomorficzne, pojedyncze. Mają żółtą barwę z purpurowymi żyłkami. Dorastają do 5–15 mm długości i 3–6 mm średnicy. Mają kształt wygiętej tubki. Wewnątrz są purpurowe z białawym owłosieniem.
OwoceTorebki o cylindrycznym lub cylindrycznie jajowatym kształcie. Mają 3–5 cm długości i 1,5–2 cm szerokości. Pękają u podstawy.

## Biologia i ekologia
Rośnie w zaroślach oraz na murawach. Występuje na wysokości do 900 m n.p.m. Kwitnie od maja do czerwca, natomiast owoce pojawiają się od sierpnia do października.